# Prestahnúkur
Prestahnúkur är ett berg i republiken Island. Det ligger i regionen Västlandet, 80 km nordost om huvudstaden Reykjavík. Toppen på Prestahnúkur är 1 226 meter över havet, eller 159 meter över den omgivande terrängen. Bredden vid basen är 1,4 km.
Trakten runt Prestahnúkur är nära nog obefolkad, med mindre än två invånare per kvadratkilometer. Det finns inga samhällen i närheten. Trakten runt Prestahnúkur är permanent täckt av is och snö.

## Namnet
Prestahnúkur (”Prästernas bergstopp”) har fått namn efter prästerna Helgi Grímsson och Björn Stefánsson, som år 1664 ledde en expedition för att leta efter den gömda dalen Þórisdalur, som troddes vara en av geotermisk energi uppvärmd dal med lummig grönska och betande djur – men också ett forntida hemvist för fredlösa (útilegumenn). Stående på det berg som nu heter Prestahnúkur lyckades prästerna till sist skåda Þórisdalur i fjärran. Någon väg in till dalen fann de inte, men de kunde senare rapportera att dalen på avstånd tycktes dem stenig och ofruktbar.